# Silnice II/108
Silnice II/108 je česká silnice II. třídy ve Středočeském kraji východně od Prahy. Vede od Českého Brodu přes Kostelec nad Černými lesy do Stříbrné Skalice a je dlouhá asi 20 km.

## Trasa

### Středočeský kraj

#### Okres Kolín
- odbočení z I/12 u Přistoupimi
- rozcestí Přistoupim/Kšely
- odbočka Syneč
- Krupá

#### Okres Praha-východ
- Kostelec nad Černými lesy
- křížení s I/2
- odbočka Prusice
- Konojedy
- odbočka Oplany
- odbočka Hradec
- Stříbrná Skalice (napojení na II/335)

## Vodstvo na trase
U Kostelce nad Černými lesy vede přes Jalový potok. Jinak je silnice vedena převážně po rozvodných návrších.